# 謝拉村 (加利福尼亞州)
謝拉村（英語：Sierra Village）是位於美國加利福尼亞州圖奧勒米縣的一個人口普查指定地區。

## 地理
謝拉村的座標為38°04′32″N 120°09′34″W / 38.07556°N 120.15944°W，而該地最高點為海拔高度1459米（即4789英尺）。

## 人口
根據2010年美國人口普查的數據，謝拉村的面積為6.549平方千米，當中陸地面積為6.539平方千米，而水域面積為0.010平方千米。當地共有人口1456人，而人口密度為每平方千米222人。